# Fjällasjön (Seglora socken, Västergötland)
Fjällasjön är en sjö i Borås kommun i Västergötland och ingår i Viskans huvudavrinningsområde.